# 纯音
纯音(pure tone)在声学中指声压的时间波形为正弦函数的声音。
单一频率的声音，其瞬时值为与时间有关的正弦（余弦）函数表示的一简单声波。

## 纯音的产生
纯音可由音叉产生，但现今多用电子振荡电路或音像合成器产生。

## 纯音的应用
由于纯音是正弦信号，所以可以看作是声学信号的傅立叶变换基。纯音在声学的各个分支，音乐的音律学、以及听觉科学中都有重要应用。通常所说的人类听觉频率范围，就是用纯音测定的。该范围在正常人约为20-20000赫兹。

## 延伸閱讀
- Pure tones & complex sounds （页面存档备份，存于）